# Michael Köfeler
Michael Köfeler (* 22. November 1990 in Villach) ist ein österreichischer Eishockeystürmer, der zuletzt bei den  Kapfenberg Bulls spielte.

## Karriere
Köfeler stammt aus dem Nachwuchs des EC VSV. Sein Debüt in der österreichischen Eishockey-Liga gab er am 24. September 2010 beim Auswärtsspiel gegen den KHL Medveščak Zagreb. Mit der U20-Mannschaft konnte er zweimal den österreichischen Meistertitel gewinnen. Mit dem österreichischen U18-Nationalteam nahm er an der Eishockey-Weltmeisterschaft der Junioren 2008 teil.
Zum Saisonende 2011/12 war er an den ATSE Graz in der Nationalen Amateur Hockey Liga (3. Liga) verliehen. In der Saison 2013/14 stand er in derselben Liga bei den ece Bulls Kapfenberg unter Vertrag. Sowohl 2014/15 als auch nun ab 2015/16 war bzw. ist er beim Klub Tarco Wölfe, auch als DEK Klagenfurt bekannt, in der vierthöchsten österreichischen Liga eingesetzt. Dazwischen war er ebenfalls in der 4. Liga engagiert, und zwar beim Kärntner Klub ESC Steindorf.

## Erfolge und Auszeichnungen
- 2007 Österreichischer Jugendmeister mit dem EC VSV
- 2008 Österreichischer Jugendmeister mit dem EC VSV